# Duy Trác
Duy Trác (sinh năm 1932) tên thật Khuất Duy Trác, là một ca sĩ nổi tiếng, thành danh ở Sài Gòn từ những năm trước 1975. Duy Trác được xem là một trong những giọng ca nam lớn nhất của tân nhạc Việt Nam.

## Sự nghiệp
Duy Trác quê ở Sơn Tây, xuất thân trong một gia đình Nho giáo truyền thống. Nghề nghiệp chính của ông là luật sư, theo một vài tài liệu thì ông còn là thẩm phán. Ngoài ra ông còn tham gia viết báo và cũng là một dịch giả. Duy Trác bắt đầu đi hát từ những năm còn là sinh viên, khoảnh cuối thập niên 1950, đầu thập niên 1960 nhờ sự giới thiệu của ca sĩ Quách Đàm với nhạc sĩ Dương Thiệu Tước. Tuy giọng ca của ông được rất nhiều người mến mộ, nhưng trước 1975 ở Sài Gòn, Duy Trác gần như không bao giờ trình diễn ở phòng trà hay các chương trình nhạc hội. Ông chỉ hát trên đài phát thanh và thu âm cho các hãng băng đĩa, vì vậy nhà văn Duyên Anh đã đặt cho ông biệt danh "chàng ca sĩ cấm cung". Duy Trác cũng có sáng tác một vài bài hát như Tiếng hát đêm Noel, Sài Gòn chỉ vui khi các anh về...
Sau 1975, Duy Trác bị bắt đi học tập cải tạo nhiều năm tới 1981 vì là một sĩ quan trong chế độ Việt Nam Cộng hòa, ngoài ra ông còn bị dính líu đến tổ chức Biệt kích Văn hóa và bị giam lại từ năm 1984 đến năm 1988. Năm 1992 ông rời Việt Nam định cư tại Houston, Hoa Kỳ theo diện HO. Tại đây ông có tham gia trình diễn ở một vài chường trình ca nhạc và phát hành hai CD riêng Còn tiếng hát gửi người và Giã từ. Trong CD Giã từ ông đã nói lời từ biệt với âm nhạc. Từ đó Duy Trác không còn hát và hiện nay ông hợp tác với đài phát thanh VOVN - Tiếng nói Việt Nam tại Houston phụ trách một vài chương trình. 

## Băng nhạc và CD Duy Trác

### 1970 - 1975
- Tiếng hát Duy Trác

Mặt A:
1. Ngày đó chúng mình (Phạm Duy)
2. Một lần cuối (Nguyễn Bính - Văn Phụng)
3. Tôi sẽ đưa em về (Y Vân)
4. Hương xưa (Cung Tiến)
5. Ngày chưa nguôi yêu dấu (Trầm Tử Thiêng)
6. Múc anh trăng vàng (Hoàng Thi Thơ)
7. Cơn mê chiều (Nguyễn Minh Khôi)
8. Thu trên đảo Kinh Châu (Lê Thương)
9. Đợi chờ (Nhật Bằng - Phạm Đình Chương)
10. Chiều tưởng nhớ (Thẩm Oánh)

Mặt B: 
1. Tương tư 2 (Mặc Thế Nhân)
2. Đường em đi (Phạm Duy)
3. Lá đổ muôn chiều (Đoàn Chuẩn - Từ Linh)
4. Trương Chi (Văn Cao)
5. Cô láng giềng (Hoàng Quý)
6. Cây đàn bỏ quên (Phạm Duy)
7. Bóng chiều xưa (Minh Trang - Dương Thiệu Tước)
8. Con thuyền xa bến (Lưu Bách Thụ)
9. Nhạc chiều (Doãn Mẫn)
10. Hướng về Hà Nội (Hoàng Dương)

- Tiếng hát Duy Trác 2

Mặt A:
1. Thuở ban đầu (Phạm Đình Chương)
2. Dạ tương sầu (Nhật Bằng)
3. Du mục (Trịnh Công Sơn)
4. Đường em đi (Phạm Duy)
5. Người nghệ sĩ mù (Hoàng Thi Thơ)
6. Nhớ quê hương (Phạm Ngữ)
7. Đôi chim giang hồ (Ngọc Bích) Duy Trác & Sĩ Phú
8. Thuở trăng về (Ngọc Bích)
9. Một ngày vui mùa đông (Lê Uyên Phương) Duy Trác & Khánh Ly

- Tiếng hát Duy Trác

1. Áo lụa Hà Đông (Ngô Thụy Miên - Nguyên Sa)
2. Tiếng chuông chiều thu (Tô Vũ)
3. Tình khúc buồn (Ngô Thụy Miên) (Duy Quang hát)
4. Con chim lạc bạn (Phạm Văn Chừng)
5. Mắt biếc (Ngô Thụy Miên)
6. Thu trên đảo Kinh Châu (Lê Thương)
7. Cơn mê chiều (Nguyễn Minh Khôi)
8. Đôi mắt người Sơn Tây (Phạm Đình Chương - Quang Dũng)
9. Ngày đó chúng mình (Phạm Duy)

### Sau 1975
- CD Còn tiếng hát gửi người

CD Còn tiếng hát gửi người

Thúy Nga Productions phát hành tại Hoa Kỳ năm 1993
1. Mộng dưới hoa (Đinh Hùng - Phạm Đình Chương)
2. Áo lụa Hà Đông (Nguyên Sa – Ngô Thụy Miên)
3. Còn tiếng hát gửi người (Trần Quang Lộc)
4. Thuở ban đầu (Phạm Đình Chương)
5. Tạ từ (Tô Vũ)
6. Đôi mắt người Sơn Tây (Phạm Đình Chương - Quang Dũng)
7. Một cõi đi về (Trịnh Công Sơn)
8. Bay đi cánh chim biển (Đức Huy)
9. K khúc của Lê (Đăng Khánh - Du Tử Lê)
10. Nghìn trùng xa cách (Phạm Duy)

- CD Giã từ

Diễm xưa Productions phát hành tại Hoa Kỳ năm 1995
1. Đường về miền Bắc (Đoàn Chuẩn)
2. Mắt buồn (Phạm Đình Chương - Lưu Trọng Lư)
3. Đừng lừa dối nhau (Y Vân)
4. Từ một giấc mơ (Mai Anh Việt)
5. Tơ sầu (Lâm Tuyền)
6. Biệt ly (Doãn Mẫn)
7. Dạ tâm khúc (Phạm Đình Chương - Thanh Tâm Tuyền)
8. Cô láng giềng (Hoàng Quý)
9. Yêu dáng em xưa (Đăng Khánh)
10. Đẹp giấc mơ hoa (Hoàng Trọng)
11. Dạ khúc (Nguyễn Mỹ Ca)
12. Hương xưa (Cung Tiến)

. Các CD khác sau 1975 có Duy Trác hát:
1. CD Đưa Người Về Phương Đông - Tình Ca Phạm Anh Dũng phát hành năm 1993 tại Hoa Kỳ
Gọi Mùa Thu Mơ (nhạc và lời Phạm Anh Dũng)
Tôi Xa Người (thơ Du Tử Lê, nhạc Phạm Anh Dũng)
Đưa Người Về Phương Đông (thơ Cung Vũ, nhạc Phạm Anh Dũng)
2. CD Có Những Niềm Riêng - Tình Ca Lê Tín Hương phát hành tại Hoa Kỳ năm 1994
Còn Biết Về Đâu (nhạc và lời Lê Tín Hương)
Như Cánh Chim Trời (nhạc và lời Lê Tín Hương)
Trả Lại Cho Đời (nhạc và lời Lê Tín Hương)

## Các phần trình diễn trên sân khấu thu hình

### Trung tâm Thúy Nga
| STT | Tên bài hát                                               | Thể hiện với | Chương trình      | Năm  |
| --- | --------------------------------------------------------- | ------------ | ----------------- | ---- |
| 1   | Đôi Mắt Người Sơn Tây (Phạm Đình Chương, thơ: Quang Dũng) | solo         | Paris By Night 20 | 1993 |
| 2   | Áo Lụa Hà Đông (Ngô Thụy Miên, thơ: Nguyên Sa)            | solo         | Paris By Night 21 | 1993 |

## Sáng tác
- Bẽ bàng (Vọng Giang - Duy Trác)